# Mirador (Maranhão)
Mirador est une municipalité brésilienne située dans l'État du Maranhão.